# دانييل أوجيدا
دانييل أوجيدا (23 فبراير 1986 بسانتا مارتا في كولومبيا - ) هو لاعب كرة قدم كولومبي في مركز الدفاع. لعب مع Puerto Rico Islanders ‏ وBayamón Fútbol Club ‏ وAcademia F.C. ‏.